# Toni, la Chef
Toni, la chef è una telenovela colombiana trasmessa su Nickelodeon dal 4 maggio al 9 luglio 2015.

## Puntate
| Stagione       | Episodi | Prima TV originale | Prima TV Italia |
| -------------- | ------- | ------------------ | --------------- |
| Prima stagione | 40      | 2015               | inedita         |